# Carlos Couto
Carlos Luiz Rodrigues do Couto (Guanabara, 10 febbraio 1930 – Rio de Janeiro, 20 agosto 1999) è stato uno schermidore brasiliano.

## Carriera
Ha partecipato ai Giochi della XIX Olimpiade di Città del Messico nel 1968.

## Palmarès
In carriera ha conseguito i seguenti risultati:
- Giochi panamericani:

San Paolo 1963: argento nella spada a squadre.
Winnipeg 1967: argento nella spada a squadre.